# The First Slam Dunk
The First Slam Dunk es una película de anime japonesa del 2022 escrita y dirigida por Takehiko Inoue, producida por Toei Animation y DandeLion Animation Studio. Está basada en la serie de manga Slam Dunk de Inoue.
El primer avance se lanzó el 7 de julio de 2022. Su lanzamiento oficial se produjo el 3 de diciembre de 2022 en los cines japoneses. En 2023, The First Slam Dunk ganó el Premio de la Academia Japonesa a la Animación del Año. La película recaudó $279 millones de dólares en todo el mundo, convirtiéndose en la quinta película de anime más taquillera de todos los tiempos.

## Sipnosis
La película sigue a Ryota Miyagi, el base del equipo de baloncesto de la preparatoria Shohoku. Tenía un hermano, Sota, que era tres años mayor que él e inspiró su amor por el baloncesto. Ryota y sus compañeros de equipo Hanamichi Sakuragi, Takenori Akagi, Hisashi Mitsui y Kaede Rukawa desafían a los campeones de baloncesto interescolares, la preparatoria Sannoh Kogyo. La película adapta el partido final representado en el manga y presenta flashbacks originales y un nuevo epílogo, todos centrados en la perspectiva de Ryota.

## Reparto
| Personaje          | Actor de voz original | Actor de doblaje       | Actor de doblaje |
| ------------------ | --------------------- | ---------------------- | ---------------- |
| Hanamichi Sakuragi | Subaru Kimura         | René García            | Jon Goiri        |
| Kaede Rukawa       | Shin'ichiro Kamio     | Sergio Bonilla         | Peio Artetxe     |
| Ryota Miyagi       | Shūgo Nakamura        | Ferso Velázquez        | Txema Regalado   |
| Takenori Akagi     | Kenta Miyake          | Héctor Gabriel Estrada | Txema Moscoso    |
| Hisashi Mitsui     | Jun Kasama            | Óscar López Ávila      | Kepa Cueto       |

## Producción
El 7 de enero de 2021, el autor de Slam Dunk, Takehiko Inoue, anunció en su Twitter que la serie recibirá una nueva película de anime que incluirá a Toei Animation como su estudio de producción. Luego, el 13 de agosto de 2021, Inoue fue anunciado como guionista y director de la película, junto con otros miembros del personal de producción como Yasuyuki Ebara como diseñador de personajes/director de animación y Naoki Miyahara, Katsuhiko Kitada, Toshio Ohashi, Yasuhiro Motoda, Fumihiko. Suganuma y Haruka Kamatani como directores de unidad. El 1 de julio de 2022, se instalaron cinco nuevos carteles de personajes en los cines de todo Japón, donde se anunciaron oficialmente la fecha de estreno del 3 de diciembre de 2022 y el título The First Slam Dunk. En los carteles actualizados, Inoue aparece como diseñador de personajes con Yasuyuki Ebara.
Konnichiwa Festival estrenó la película en cines seleccionados los días 27 de julio de 2023 en México y para Latinoamérica el 3 de agosto junto con el doblaje en español latino. En España el estreno en cine se produjo el 7 de julio de 2023 de la mano de la distribuidora Selecta Visión.

## Recepción

### Recaudación
La película debutó en el número uno en la taquilla japonesa y recaudó ¥ 1,296 mil millones ($ 9,5 millones) durante sus dos primeros días.

### Crítica
En el sitio web IMDb, la película tiene una nota de 8.4/10.

### Premios de la Academia Japonesa
| Año  | Categoría                                   | Pelicula            | Resultado |
| ---- | ------------------------------------------- | ------------------- | --------- |
| 2023 | Nippon-shō a la mejor película de animación | The First Slam Dunk | Ganador   |

The First Slam Dunk ganó el premio a la mejor película de animación del año en la edición 46° de los Premios de la Academia Japonesa que se llevó a cabo el 10 de marzo del 2023. Ganó el premio a la mejor película de animación en el 27° Festival Internacional de Cine Fantasia en 2023.